# Isaurie

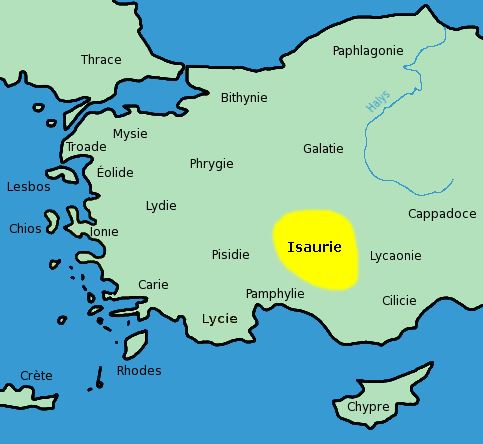
Emplacement de l'Isaurie.

L’Isaurie est une région historique d’Asie Mineure, située sur les monts Taurus dans l’actuelle Turquie, entre la Phrygie (au nord), la Cilicie (au sud), la Lycaonie (à l’est) et la Pisidie (à l’ouest).

## Nom
Elle tire son nom d’un ancien peuple d’origine anatolienne et de ses implantations jumelles : Nea- et Palaia-Isaura. 
Pline l'Ancien cite comme villes à l’intérieur de l’Isaurie : Isaura, Clibanos, Lalasis. Les Isauriens sont un peuple indo-européen qui a d’abord vécu sous domination hittite : Assyriens et Égyptiens les connaissaient sous le nom de Ussa. Aux tribus anatoliennes de cette région, se sont mêlées des populations iraniennes et phrygiennes (de langue thraco-illyrienne).

## Histoire

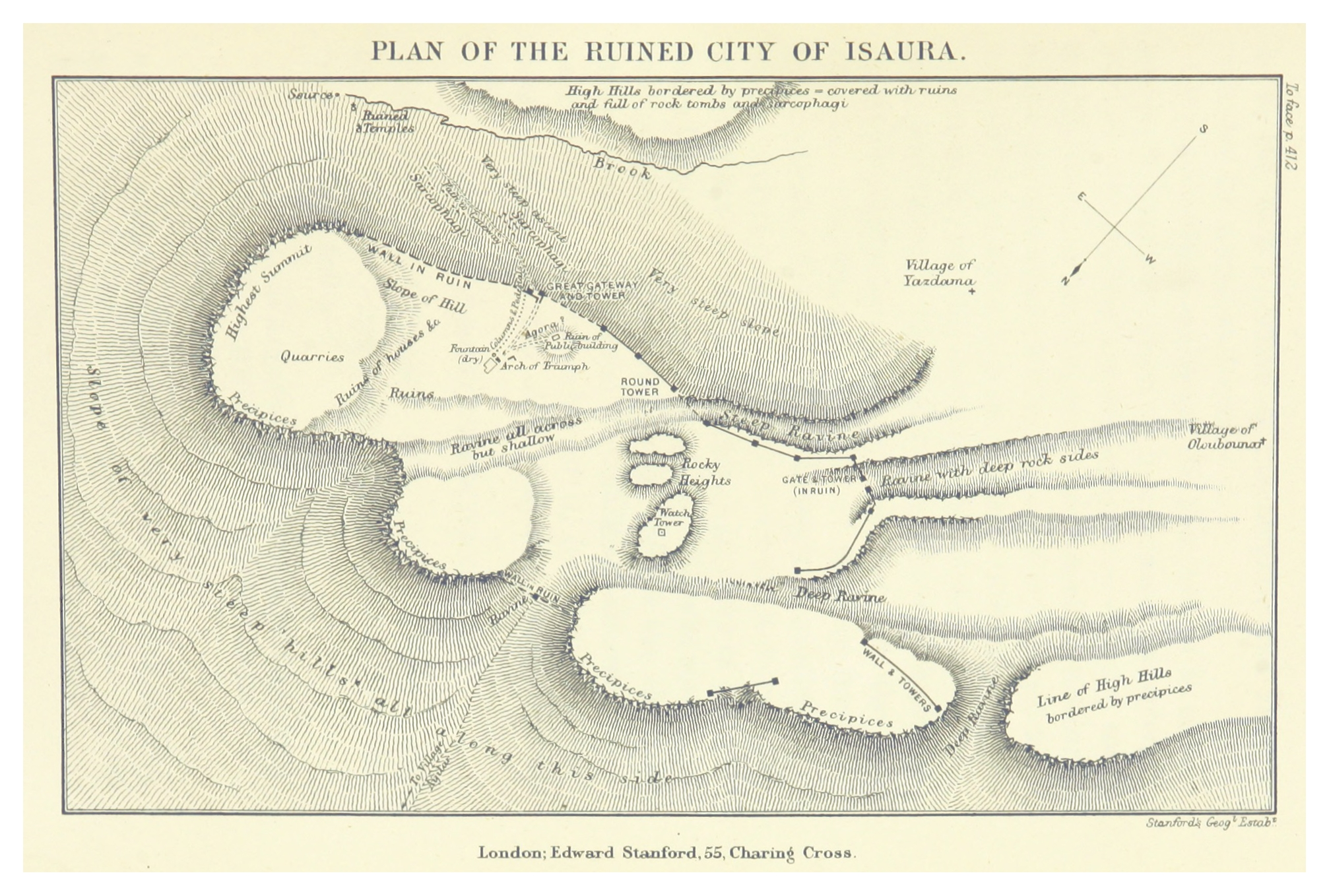
Les ruines d'Isaura (Davis, 1879).

Après la chute de l’empire hittite, les Isauriens accueillent des Cimmériens au VIe siècle av. J.-C. et se mêlent à eux. Ensemble ils tiennent en échec l’Empire lydien, gouverné par Crésus, puis s’allient aux Perses, et l’Isaurie est intégrée à leur empire par Cyrus le Grand (546 av. J.-C.). Elle forme une satrapie jusqu’aux conquêtes d’Alexandre le Grand. Quand la capitale Isaura (plus exactement Palaia Isaura (en) : l’ancienne Isaure, au pied des monts Taurus), est assiégée par Perdiccas, gouverneur de Macédoine au IVe siècle av. J.-C., les Isauriens brûlèrent la ville plutôt que de la rendre. Région rebelle à l’autorité grecque d’Alexandre le Grand, des Séleucides et du royaume de Pergame, l’Isaurie est conquise en 76 av. J.-C. par le consul romain Publius Servilius Vatia, alors surnommé Isauricus, mais Valère Maxime la décrit comme « une région sauvage habitée par des bandes de brigands » et Pline l'Ancien cite aussi « les pillards sauvages des monts Taurus » : l’Isaurie reste globalement insoumise et ne fut définitivement incorporée à l’Empire romain qu'en 279-280, sous Probus. Hellénisée et christianisée au IVe siècle, l’Isaurie devient une province romaine du diocèse d'Asie. À la période byzantine elle est frontalière avec le monde musulman et fournit à l’Armée byzantine ses meilleurs guerriers ; elle est aussi le berceau des empereurs Zénon et Léon III dit l’Isaurien.
Malgré leur résistance, l’Isaurie est conquise en 1071 par le sultanat seldjoukide de Roum (« des Romains » en turc, c'est-à-dire « des byzantins ») puis, à l'époque des beylicats, échoit au sultanat des Karamanides, puis, après 1390, à celui des Ottomans. L’Isaurie fut l'une des premières régions d'installation des Turcs en Anatolie, et la population autochtone, très clairsemée par les guerres turco-byzantines et par les pillages répétés des croisades, devient elle aussi turque et musulmane pour ne plus payer le haraç — l’impôt sur les non-musulmans — et pour ne plus subir le devchirmé : enlèvement des garçons pour le corps des janissaires). Dès le XIVe siècle, l’Isaurie est entièrement turque. C'est aujourd'hui une région agricole partagée entre les provinces turques de Konya, Aksaray et Niğde.